# Bitionolo
Il bitionolo è un composto chimico di formula {\displaystyle {\ce {C12H6Cl4O2S}}} che a temperatura ambiente si presenta come una polvere cristallina bianco-grigiastra con un lieve odore aromatico o fenolico.

## Storia
Venne usato sia in ambito veterinario che umano in vari farmaci topici, ma è stato ritirato dal mercato dopo essersi dimostrato un potente fotosensibilizzatore con la potenzialità di causare malattie epidermiche gravi il 24 ottobre 1967. Viene ancora utilizzato in campo agricolo nei seguenti Paesi: Australia, Austria, Belgio, Bulgaria, Cipro, Repubblica Ceca, Germania, Danimarca, Estonia, Grecia, Spagna, Finlandia, Francia, Croazia, Ungheria, Irlanda, Italia, Lituania, Lussemburgo, Lettonia, Malta, Paesi Bassi, Polonia, Portogallo, Romania, Svezia, Slovenia, Slovacchia, Islanda e Norvegia.

## Caratteristiche strutturali e fisiche
Da un punto di vista strutturale il composto è classificato come polifenolo e diariltioetere. Si tratta di un solfuro arilico, nello specifico un difenil solfuro, in cui ciascun gruppo fenilico in posizione 2 è sostituito da un gruppo ossidrilico e in posizione 3-5 da un atomo di cloro. Il composto presenta le seguenti caratteristiche:
- massa monoisotopica = 353,884260954 Da
- carica fisiologica = -1
- 2 accettori di legami a idrogeno
- 2 donatori di legami a idrogeno
- 2 legami ruotabili
- 2 anelli aromatici
- superficie polare = 40,46 Å2
- polarizzabilità = 31,3 Å3

Se riscaldato fino a decomposizione o posto a contatto con acidi, genera fumi tossici. Non vi sono dati sul punto d'infiammabilità del composto, ma viene comunque considerato infiammabile. Deve essere conservato in contenitori chiusi lontano dalla luce ad una temperatura compresa di 15 - 30 °C.

## Sintesi
Il prodotto veniva sintitezzato nei seguenti modi:
- a partire dal 2,4-alofenolo sostituendo i gruppi fenolici con alogenuri solforati[10]
- dalla reazione tra il 2,4-diclorofenolo con tionilcloruro in presenza di cloruro d'alluminio[11]

## Reattività e caratteristiche chimiche
Il composto risulta insolubile in acqua, ma solubile nelle soluzioni diluite di NaOH, in etanolo, etere, glicol propilenico, acetone, cloroformio, lanolina.
Il bitionolo è incompatibile con acidi, diazocomposti, azocomposti, idrocarburi alogenati, isocianati, aldeidi, alcali metallici, nitridi e forti agenti riducenti. Reazioni con questi materiali possono generare calore e gas infiammabili.

### Metodi analitici
Il bitionolo può essere estratto in soluzione acida di esano, riestratto in soluzione alcalina per rreagire con 4-aminoantipirina e ferrocianuro di potassio. Il prodotto colorato ottenuto è estratto in butanolo e determinato spettrofotometricamente a 500 nm.

### Spettri analitici
- spettro MS-MS[13]
- spettro LC-MS[14]
- spettro GC-MS: 268 picchi totali, i 3 principali a 162, 164 e 356 m/z[15]
- spettro 1H NMR[16]
- spettro 13C NMR[17]
- spettro 1D NMR[18]
- spettro UV[19]
- spettro UV-Vis[20]
- spettro IR[9]

## Farmacologia e tossicologia

### Farmacodinamica
Negli animali il farmaco:
- inibisce la proteina Mcl-1 responsabile della differenziazione cellulare nella leucemia mieloide
- inibisce la calpaina
- inibisce i recettori degli estrogeni
- inibisce i β-recettori degli estrogeni

Negli esseri umani il composto si dimostrò un potente inibitore dell'adenilato ciclasi e dei citocromi CYP450 1A2, CYP450 2C9 e CYP450 2C19.

### Effetti del composto e usi clinici
Si tratta di un farmaco antielmintico, fungicida, battericida e alghicida utilizzato per il trattamento di infezioni da A. perfoliata nei cavalli e da F. hepatica.
Nell'uomo è stato usato per il trattamento della paragonimiasi e della clonorchiasi con un dosaggio di 30–50 mg/kg di peso corporeo somministrati per via orale a giorni alterni per un totale di 10-15 dosi. Per quanto riguarda invece il trattamento della fascioliasi questo prevedeva la somministrazione di 15 dosi di bitionolo per un massimo di 3 g al giorno, mentre per le infezioni da cestodi il trattamento prevedeva la somministrazione di due dosi fino a60 mg di bitionolo per kg di peso corporeo, ad un'ora di distanza l'una dall'altra.
Uno studio su 24 pazienti con infezioni polmonari dimostrò l'efficacia del farmaco nell'eliminazione delle uova dall'espettorato e nel bloccarne la produzione. Tuttavia si rivelò efficace solo 9 pazienti che presentavano infezioni a livello cerebrale contrando gli effetti come la perdita della vista.
Come l'esaclorofene presentava ottimi effetti inibitori sullo S. aureus.

### Controindicazioni ed effetti collaterali
Il composto può causare crampi addominali, diarrea, nausea e vomito. Nel 16% dei casi si presentano eruzioni cutanee, inclusa l'orticaria.

### Tossicologia
Il composto risulta tossico se ingerito, nonché può causare diarrea e fatica.

### Interazioni
La tossicità del composto aumenta da moderatamente a notevolmente se somministrato in associazione a tetracloruro di carbonio, potassio antimonil tartrato, emetina, esacloroetano o esacloroparaxilene. Si consigliava di assumere il farmaco durante i pasti per ridurre i sintomi gastrointestinali.

## Applicazioni
Il composto venne utilizzato:
- in ambito agricolo come antimicrobico, fungicida e prodotto contro le muffe per le piante di fagioli e quelle ornamentali, come disaccoppiante della fosforilazione ossidativa[7]
- biocida nei fluidi per la lavorazione dei metalli[26]
- tensioattivo nei prodotti per la pulizia industriale[27]
- additivo nei saponi[24]